# Controllore avanzato di interruzioni programmabile
Un controllore avanzato di interruzioni programmabile (APIC) è un PIC (Controllore di interruzioni programmabile) più complesso che contiene molte più uscite, molti più articolati meccanismi di priorità(PIC) e una più avanzata gestione degli IRQ.
Tra gli APIC più conosciuti vanno menzionati quelli che fanno parte del sistema della Intel denominato Architettura APIC della Intel, che stanno sostituendo il vecchio PIC 8259A nei più recenti PC x86.

## Ulteriori informazioni
Ulteriori informazioni sull'Intel APIC sono reperibili all'indirizzo Web IA-32 Intel Architecture Software Developer's Manual, Volume 3A: System Programming Guide, Part 1 Archiviato il 20 febbraio 2009 in Internet Archive., liberamente disponibile sul sito della Intel.
Quando si avvia un sistema Linux, l'APIC può essere disabilitato usando l'opzione di kernel boot 'noapic'.